# Liste der Kulturdenkmale in Obermeisa
In der Liste der Kulturdenkmale in Obermeisa sind die Kulturdenkmale der im Norden der Stadt Meißen am linken Ufer der Elbe gelegenen Gemarkung Obermeisa verzeichnet, die bis März 2021 vom Landesamt für Denkmalpflege Sachsen erfasst wurden (ohne archäologische Kulturdenkmale). Die Anmerkungen sind zu beachten.
Diese Aufzählung ist eine Teilmenge der Liste der Kulturdenkmale in Meißen.

## Liste der Kulturdenkmale in Obermeisa
| Bild                                    | Bezeichnung | Lage                               | Datierung | Beschreibung | ID       |
| --------------------------------------- | --- | ---------------------------------- | --- | --- | -------- |
| Direkt Bild zu diesem Denkmal hochladen | Auszugshaus | Alte Straße 3 (Karte)              | 18. Jahrhundert                                                                                                 | Verbretterter Fachwerkbau, sozialgeschichtlich und baugeschichtlich von Bedeutung | 09265651 |
|                                         | Wohnhaus in offener Bebauung | Alte Straße 4 (Karte)              | 1904? (vielleicht Mitte 19. Jahrhundert)                                                                        | Baugeschichtlich, städtebaulich und künstlerisch von Bedeutung, ein Bau der frühen Neugotik | 09266044 |
| Direkt Bild zu diesem Denkmal hochladen | Wohnstallhaus und zweiteiliges Seitengebäude (mit Anbau) eines Bauernhofes (ehemaliger Dreiseithof)                              | Am Lommatzscher Tor 1 (Karte)      | 18. Jahrhundert (Wohnstallhaus); hinterer Teil 1646, vorderer Teil 1735 (Seitengebäude)                         | Städtebaulich, sozialgeschichtlich und baugeschichtlich von Bedeutung, Wohnstallhaus verputzter Fachwerkbau, klassizistische gestalteter Anbau | 09265801 |
| Weitere Bilder                          | Wolfgangskapelle mit Teilen der Ausstattung (zur St.-Afra-Gemeinde gehörig)                                                      | Jahnastraße (Karte)                | 1471–1516 | Ortsgeschichtlich, wissenschaftlich, städtebaulich, baugeschichtlich und künstlerisch von Bedeutung, ein Bau der Spätgotik | 09265796 |
| Direkt Bild zu diesem Denkmal hochladen | Hakenhof, Wohnhaus mit Seitenflügel                                                                                              | Jahnastraße 1 (Karte)              | Ende 18. Jahrhundert / Anfang 19. Jahrhundert                                                                   | Sozialgeschichtlich und baugeschichtlich von Bedeutung, ortsbildprägender verputzter Fachwerkbau | 09265791 |
|                                         | Bauernhof mit Wohnhaus und zwei Seitenflügeln zum Hof                                                                            | Jahnastraße 8 (Karte)              | Bezeichnet mit 1786                                                                                             | Sozialgeschichtlich und baugeschichtlich von Bedeutung, ein Fachwerkbau | 09265792 |
| Direkt Bild zu diesem Denkmal hochladen | Wohnhaus in offener Bebauung | Jahnastraße 13 (Karte)             | Ende 19. Jahrhundert                                                                                            | Städtebaulich und baugeschichtlich von Bedeutung, ein Gründerzeithaus | 09265841 |
| Direkt Bild zu diesem Denkmal hochladen | Wohnhaus in offener Bebauung | Jahnastraße 14 (Karte)             | Um 1880 | Städtebaulich und baugeschichtlich von Bedeutung, ein Gründerzeithaus | 09265793 |
|                                         | Wohnhaus in offener Bebauung | Jahnastraße 16 (Karte)             | Um 1880 | Städtebaulich und baugeschichtlich von Bedeutung, ein Gründerzeithaus | 09265794 |
|                                         | Wohnhaus in offener Bebauung | Jahnastraße 18 (Karte)             | Um 1890 | Städtebaulich und baugeschichtlich von Bedeutung, ein Gründerzeithaus im Stil der späten Neugotik, ortsbildprägend nahe der Wolfgangskapelle | 09265795 |
| Direkt Bild zu diesem Denkmal hochladen | Friedhof St. Wolfgang (Sachgesamtheit)                                                                                           | Jahnastraße 18 (gegenüber) (Karte) | 19. Jahrhundert                                                                                                 | Sachgesamtheit Friedhof St. Wolfgang, mit den Einzeldenkmalen: verschiedene Grabmale (09301500) und den Sachgesamtheitsteilen: Einfriedungsmauern und Friedhofsgestaltung; geschichtlich und ortsgeschichtlich von Bedeutung                                                                         | 09266127 |
| Direkt Bild zu diesem Denkmal hochladen | Verschiedene Grabmale, darunter das Erbbegräbnis Gansauge und die Grabstätte Bidtel (Einzeldenkmale der Sachgesamtheit 09266127) | Jahnastraße 18 (gegenüber) (Karte) | 19. Jahrhundert                                                                                                 | Einzeldenkmale der Sachgesamtheit Friedhof St. Wolfgang; geschichtlich und ortsgeschichtlich von Bedeutung | 09301500 |
|                                         | Wohnhaus mit Einfriedung | Jahnastraße 29 (Karte)             | Bezeichnet mit 1790                                                                                             | Sozialgeschichtlich und baugeschichtlich von Bedeutung, verputzter, ländlicher Fachwerkbau, aufwändiges Eingangsportal mit Inschrift | 09265799 |
|                                         | Wohnhaus mit Anbauten und Einfriedung                                                                                            | Meisastraße 8 (Karte)              | 17. Jahrhundert                                                                                                 | Ortsgeschichtlich, sozialgeschichtlich und baugeschichtlich von Bedeutung, ländlicher Fachwerkbau unterhalb der Albrechtsburg am Hang des Burgberges | 09265835 |
| Weitere Bilder                          | Mietshaus in offener Bebauung | Meisastraße 9 (Karte)              | Um 1900 | Städtebaulich und baugeschichtlich von Bedeutung, ein Bau im Reformstil der Zeit nach 1900, straßenbildprägende Holzgalerien, Zierfachwerk, Jugendstilornamentik | 09265649 |
| Direkt Bild zu diesem Denkmal hochladen | Wohnhaus, ehemaliges Mühlengebäude, sogenanntes Hundehüterhaus                                                                   | Meisastraße 20 (Karte)             | 2. Hälfte 18. Jahrhundert                                                                                       | Sozialgeschichtlich und baugeschichtlich von Bedeutung, ein Fachwerkbau | 09265650 |
| Direkt Bild zu diesem Denkmal hochladen | Bauernhof mit Wohnhaus und zwei Seitengebäuden                                                                                   | Meisastraße 23 (Karte)             | Bezeichnet mit 1802                                                                                             | Sozialgeschichtlich und baugeschichtlich von Bedeutung, Zeugnis bäuerlicher Lebensweise vergangener Zeiten im Ortsteil Obermeisa | 09265654 |
| Direkt Bild zu diesem Denkmal hochladen | Doppelmietshaus in offener Bebauung                                                                                              | Meisastraße 24, 25 (Karte)         | Ende 19. Jahrhundert                                                                                            | Städtebaulich von Bedeutung, Gründerzeitbau mit Ecktürmen | 09265807 |
| Direkt Bild zu diesem Denkmal hochladen | Mietshaus in offener Bebauung | Meisastraße 34 (Karte)             | Ende 19. Jahrhundert                                                                                            | Städtebaulich und baugeschichtlich von Bedeutung, ein Gründerzeithaus | 09265804 |
| Direkt Bild zu diesem Denkmal hochladen | Mietshaus in offener Bebauung und Ecklage                                                                                        | Meisastraße 37 (Karte)             | Bezeichnet mit 1899                                                                                             | Städtebaulich und baugeschichtlich von Bedeutung, ein Gründerzeithaus, straßenbildprägende Balkone | 09265837 |
| Direkt Bild zu diesem Denkmal hochladen | Wohnhaus, ehemalige Schule | Meisastraße 39 (Karte)             | Um 1850 | Ehemals mit Räumen der Dorfschule von Obermeisa, ortshistorische und baugeschichtlich von Bedeutung | 09265732 |
| Direkt Bild zu diesem Denkmal hochladen | Ehemalige Wegekapelle, heute Gartenhaus                                                                                          | Meisastraße 40 (Karte)             | 2. Hälfte 19. Jahrhundert                                                                                       | Ortsgeschichtlich und hausgeschichtlich von Bedeutung | 09265839 |
| Direkt Bild zu diesem Denkmal hochladen | Mietshaus in offener Bebauung | Mönchslehne 1 (Karte)              | Um 1890 | Städtebaulich und baugeschichtlich von Bedeutung, ein Gründerzeithaus | 09265805 |
| Direkt Bild zu diesem Denkmal hochladen | Mietshaus in offener Bebauung | Mönchslehne 2 (Karte)              | Ende 19. Jahrhundert                                                                                            | Städtebaulich und baugeschichtlich von Bedeutung, ein Gründerzeithaus | 09266129 |
| Direkt Bild zu diesem Denkmal hochladen | Bauernhaus mit Seitenflügel und Stützmauer zur Straße                                                                            | Mönchslehne 3 (Karte)              | Um 1800 | Städtebaulich, sozialgeschichtlich und baugeschichtlich von Bedeutung (verbretterter Fachwerkbau), Zeugnis bäuerlicher Lebensweise vergangener Zeiten im Ortsteil Obermeisa | 09265806 |
|                                         | Wohnhaus (Nr. 1) mit Nebengebäude (Wohnhaus, Nr. 1a) und Gartenhaus                                                              | Schloßgäßchen 1, 1a (Karte)        | Bezeichnet am Kellereingang mit 1703, bezeichnet am Haupteingang (Wohnhaus); bezeichnet mit 1827 (Nebengebäude) | Städtebaulich und baugeschichtlich von Bedeutung, das Gartenhaus und das massive Wohnhaus mit Anklängen an den Stil der frühen Neogotik (Treppengiebel) des 19. Jahrhunderts, das Wohnhaus im Kern älter, das zur Meisastraße ortsbildprägende Nebengebäude (ein Fachwerkbau) mit aufwändigem Portal | 09265653 |
|                                         | Wohnhaus mit Einfriedung (Bruchsteinmauer)                                                                                       | Schloßgäßchen 4 (Karte)            | Schlussstein bezeichnet mit 1829, Umbau bezeichnet mit 1875 (Tafel)                                             | Sozialgeschichtlich, städtebaulich und baugeschichtlich von Bedeutung, ortsbildprägende Lage oberhalb des Hohlweges nahe dem Burgberg | 09266070 |

## Tabellenlegende
- Bild: Bild des Kulturdenkmals, ggf. zusätzlich mit einem Link zu weiteren Fotos des Kulturdenkmals im Medienarchiv Wikimedia Commons. Wenn man auf das Kamerasymbol klickt, können Fotos zu Kulturdenkmalen aus dieser Liste hochgeladen werden:
- Bezeichnung: Denkmalgeschützte Objekte und ggf. Bauwerksname des Kulturdenkmals
- Lage: Straßenname und Hausnummer oder Flurstücknummer des Kulturdenkmals. Die Grundsortierung der Liste erfolgt nach dieser Adresse. Der Link (Karte) führt zu verschiedenen Kartendiensten mit der Position des Kulturdenkmals. Fehlt dieser Link, wurden die Koordinaten noch nicht eingetragen. Sind diese bekannt, können sie über ein Tool mit einer Kartenansicht einfach nachgetragen werden. In dieser Kartenansicht sind Kulturdenkmale ohne Koordinaten mit einem roten bzw. orangen Marker dargestellt und können durch Verschieben auf die richtige Position in der Karte mit Koordinaten versehen werden. Kulturdenkmale ohne Bild sind an einem blauen bzw. roten Marker erkennbar.
- Datierung: Baubeginn, Fertigstellung, Datum der Erstnennung oder grobe zeitliche Einordnung entsprechend des Eintrags in der sächsischen Denkmaldatenbank
- Beschreibung: Kurzcharakteristik des Kulturdenkmals entsprechend des Eintrags in der sächsischen Denkmaldatenbank, ggf. ergänzt durch die dort nur selten veröffentlichten Erfassungstexte oder zusätzliche Informationen
- ID: Vom Landesamt für Denkmalpflege Sachsen vergebene, das Kulturdenkmal eindeutig identifizierende Objekt-Nummer. Der Link führt zum PDF-Denkmaldokument des Landesamtes für Denkmalpflege Sachsen. Bei ehemaligen Kulturdenkmalen können die Objektnummern unbekannt sein und deshalb fehlen bzw. die Links von aus der Datenbank entfernten Objektnummern ins Leere führen. Ein ggf. vorhandenes Icon  führt zu den Angaben des Kulturdenkmals bei Wikidata.